# Ovis ammon polii
La pecora di Marco Polo (Ovis ammon polii) è una sottospecie di pecora, per la precisione di argali, che prende il nome dal famoso esploratore Marco Polo, il quale descrisse questa specie durante l'attraversamento del Pamir (l'antico Monte Imeon) nel 1271. La pecora di Marco Polo è nota soprattutto per le sue lunghe corna. Le corna più lunghe di cui siamo a conoscenza appartenevano ad una pecora di Marco Polo e misuravano 191 centimetri.

## Etimologia
Il nome binomiale della specie nel suo complesso è Ovis ammon, descritto dal naturalista svedese Carlo Linneo nel 1758, e tutti i membri della specie sono comunemente chiamati "argali". La sottospecie Marco Polo Ovis ammon polii fu descritta per la prima volta scientificamente dallo zoologo Edward Blyth nel 1841. Queste pecore sono anche comunemente chiamate "Argali di Marco Polo" o "Argali del Pamir".
Queste pecore prendono il nome dall'esploratore del XIII secolo Marco Polo perché sono state descritte ne Il Milione. Nel 1914 Historical and Political Gazetteer of Afghanistan: Badakhshan nota che nella provincia di Badakhshan (Afghanistan) le pecore sono conosciute localmente come "nakhjipar". Sono chiamate "ra-ma-poy" in wakhi, la lingua dei nativi della regione di Khunzerav intorno all'alto passo di Khunjerab tra il Pakistan e la Cina.

## Caratteristiche
La pecora di Marco Polo è particolarmente nota per le sue lunghe corna a spirale che sono state misurate con una portata fino a 140 cm. Hanno le corna più lunghe di tutte le pecore, con il corno individuale più lungo mai registrato che misura 1,9 m e pesa 27 kg. Le corna della pecora di Marco Polo seguono un modello a spirale, con le punte che puntano direttamente via orizzontalmente dalla testa; nonostante questo, le punte si rompono raramente. Le corna sono state a lungo un'attrazione popolare per i cacciatori di trofei. Iniziano a crescere 15-20 giorni dopo la nascita delle pecore, e la loro crescita in lunghezza è più pronunciata durante il primo anno. La crescita dello spessore è più evidente durante i primi due anni.
Le pecore di Marco Polo sono di colore marrone scuro, con le parti inferiori bianche; le due diverse sezioni sono separate da una banda di peli scuri. C'è una macchia bianca anche sulla groppa, che non è così chiaramente definita nella maggior parte delle sottospecie. Con l'avvicinarsi dell'inverno, il pelo bianco sui maschi si allunga, fino a diventare una gorgiera prominente, anche se sulla pecora di Marco Polo la gorgiera risalta meno rispetto ad altre sottospecie. I manti delle femmine sono più chiari di quelli dei maschi, e non hanno un cambiamento stagionale così drastico. Il viso della pecora Marco Polo è di colore più chiaro del corpo.
La maggior parte degli argali ha una coda rotonda lunga da 6 a 10 centimetri circa, che termina con un ciuffo di peli; la coda della pecora è un po' più lunga: da 12 a 16 centimetri circa.
Gli arieti maturi pesano in media 126 kg. Al garrese, gli arieti crescono fino a circa 113 cm di altezza e le pecore fino a 100 cm. Le pecore vanno in calore a dicembre. La gestazione dura circa 160 giorni, e le nascite singole sono normali, mentre i gemelli sono rari. Una volta una pecora in cattività ha dato alla luce cinque agnelli in una volta sola, poi tre gemelli due anni dopo.

Le pecore di Marco Polo hanno una vita media di 13 anni. Le corna sviluppano degli anelli ogni anno in base ai quali si può determinare l'età degli animali maschi. Poiché le femmine non hanno corna, è più difficile determinare la loro età.

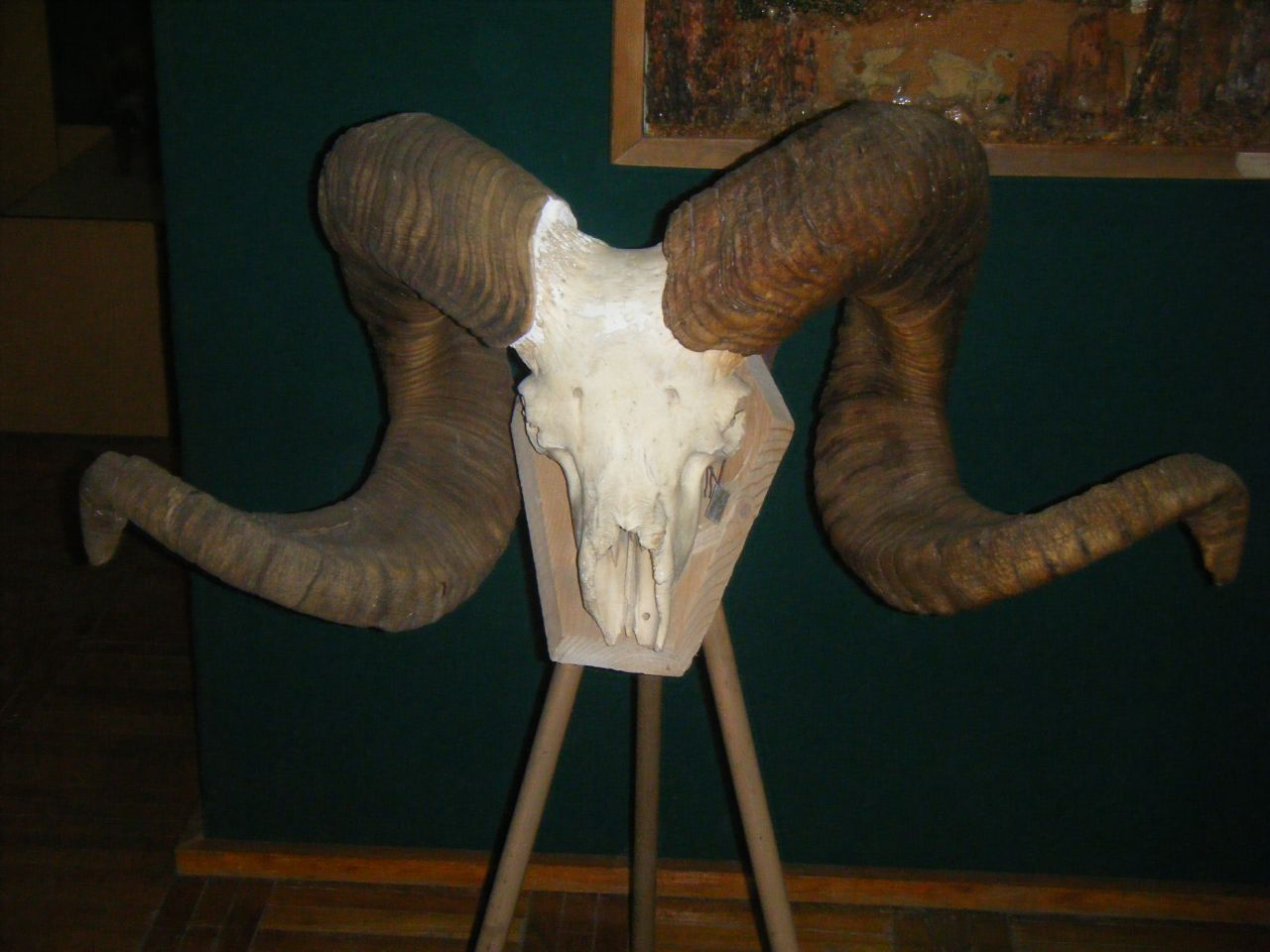
Cranio di un vecchio maschio con delle grandi corna

Poiché le pecore di Marco Polo sono riluttanti ad avvicinarsi alle persone, non è probabile che possano prendere malattie comuni ai greggi domestici, anche se alcune pecore domestiche sono autorizzate a correre selvaggiamente sulle montagne, e non è noto se entrano in contatto con le pecore di Marco Polo. 

## Habitat
La pecora di Marco Polo è classificata dalla IUCN come prossima alla minaccia e rimangono solamente 6000 esemplari in natura. Le pecore di Marco Polo vivono solamente sulle montagne del Pamir, nella regione di confine tra Cina, Afghanistan, Pakistan e Tagikistan. Tra le aree protette in cui vive questa specie ricordiamo il parco nazionale di Khunjerab ed il parco nazionale del Karakoram centrale, in Pakistan settentrionale, e la riserva naturale di Taxkongau, in Cina sud-occidentale. La Wildlife Conservation Society sta cercando di organizzare un'area protetta di 50.000 chilometri quadrati, ai confini tra i quattro Paesi, per queste pecore.